# Cecilia Nilsson (politiker)
Cecilia Viktoria Nilsson (i riksdagen kallad Cecilia Wigström i Göteborg), före 2012 Nilsson Wigström, född Nilsson 29 juni 1971 i Rogberga församling i Jönköpings län, är en svensk politiker (folkpartist). Hon var ordinarie riksdagsledamot 2002–2010, invald för Göteborgs kommuns valkrets.

## Biografi
Nilsson är född i Rogberga och flyttade till Jönköping som sjuåring. År 1991 flyttade hon till Göteborg för att läsa statsvetenskap på universitetet. Under tiden i riksdagen var hon tjänstledig från sitt arbete som internationell projektledare på Västra Götalandsregionens näringslivsenhet. Tidigare har hon bott utomlands under längre perioder (USA, Frankrike och Sydafrika) och talar flytande franska, tyska, engelska och spanska. Hon har arbetat som bland annat servitris, sjukvårdsbiträde och praktiserat hos Jimmy Carter.[källa behövs]
Valet 2002 kampanjade Nilsson till riksdagen i Göteborg under parollen "liberal solidaritet" med förslag för mänskliga rättigheter i utrikespolitiken, jämställdhet och integration. Hon fick 4,95% kryss av Folkpartiets väljare. I riksdagen blev hon ledamot av utrikesutskottet, OSSE-delegationen och EU-nämnden. År 2004 tog hon initiativ till att starta en tvärpolitisk grupp i riksdagen för Dawit Isaak. Mellan 2004 och 2006 var hon tf ordförande för OSSE:s parlamentariska utskott för mänskliga rättigheter och demokrati , där hon fortsatte som ordinarie ledamot till 2010.
I valet 2006 fick Nilsson 6,3% kryss. Hon blev ledamot i justitieutskottet och år 2008 bytte hon till konstitutionsutskottet. Under de åtta åren i riksdagen bidrog Nilsson bland annat till att sätta fokus på diktaturen Vitryssland/Belarus där biståndet ökade till landet och en svensk ambassad öppnades, att få statliga verksamheter till Göteborg samt starkare lagstiftning mot organiserad brottslighet.
I oktober 2009 meddelade Nilsson att hon inte skulle ställa upp för omval i riksdagsvalet 2010. Däremot ställde hon upp i valet till Göteborgs kommunfullmäktige, men avsade sig det uppdraget 2013.
Nilsson, som i riksdagen var känd som Cecilia Wigström i Göteborg, skall ej sammanblandas med sin partikollega Cecilia Wikström (i Uppsala), även hon tidigare riksdagsledamot.